# Nesten ikke tilstede
Nesten ikke tilstede är ett musikalbum med Jan Eggum. Albumet utgavs 1993 av skivbolaget Grappa Musikkforlag A/S.

## Låtlista
1. "Kor e alle helter hen?" – 3:03
2. "Nesten ikkje tilstede" – 4:32
3. "Så mange kvinner" – 3:42
4. "Alt hon ville" – 4:29
5. "Gjort noe med det" – 3:16
6. "Dø alene" – 3:09
7. "Tante Gry e blitt ung igjen" – 3:56
8. "Telefon" – 3:08
9. "Vi gir oss aldri" – 4:05
10. "En helt ny dag" – 3:59

- Alla låtar skrivna av Jan Eggum.

## Medverkande
Musiker
- Jan Eggum – sång, akustisk gitarr
- Bendik Hofseth – piano, synthesizer, saxofon, percussion, arrangement
- Eivind Aarset, Frode Alnæs, Kenneth Sivertsen – gitarr
- Audun Erlien – basgitarr
- Per Arne Glorvigen – bandoneon
- Bugge Wesseltoft, Reidar Skår – synthesizer
- Paolo Vinaccia – trummor
- Nils Petter Molvær – trumpet
- Egil Eldøen, Elisabeth Moberg, Terje Eide, Tove Nilsen – bakgrundssång
- Cikada Strykekvartett
  - Henrik Hannisdal – violin
  - Odd Hannisdal – violin
  - Morten Hannisdal – cello
  - Marek Konstantynowicz – viola
- The Brazz Brothers
  - Jan Magne Førde – trumpet
  - Jarle Førde – trumpet
  - Helge Førde – trombone
  - Stein Erik Tafjord – tuba
  - Runar Tafjord – valthorn

Produktion
- Bendik Hofseth – musikproducent
- Sverre Henriksen – musikproducent (på "Alt hon ville")
- Ulf Holand – ludtekniker, ljudmix, remix (på "Alt hon ville")
- Jan Roberg – ljudtekniker
- Marvin Halleraker – foto
- Cucumber – omslagsdesign